# Charlo
Pour l’article ayant un titre homophone, voir Charlot.
Charlo est un ancien village du Nouveau-Brunswick, au Canada. Il fait partie de la ville de Baie-des-Hérons depuis la réforme de la gouvernance locale du 1er janvier 2023.

## Toponyme
Charlo est probablement nommé ainsi en l'honneur de son fondateur, Charles Bernard, surnommé Charlo. Le bureau de poste porta le nom de Charlo Station entre 1885 et 1968 puis Charlo à partir de 1968, tandis que la municipalité fut constituée en 1966 sous le nom de Colborne, d'après le nom de la paroisse de Colborne. Le village ne prit sa dénomination actuelle qu'en 1969.

## Géographie

### Situation
Charlo est situé sur la rive sud de la baie des Chaleurs, à proximité de Dalhousie, à une trentaine de kilomètres à l'Est de Campbellton.
Charlo est généralement considérée comme faisant partie de l'Acadie.

### Géologie
Le sous-sol de Charlo est composé de plusieurs types de roches. À l'ouest de la rivière Charlo se trouvent des roches détritiques du groupe de Mabou, datant du Carbonifère inférieur (311 à 355 millions d'années). À l'est de la rivière se trouvent des roches mafiques du groupe de Chaleur, datant du Silurien supérieur (418 à 424 millions d'années). Vers l'est de la rue Hamilton se trouvent finalement des carbonates et des évaporites du groupe de Chaleur, datant du Silurien inférieur (424 à 441 millions d'années).

### Logement
Le village comptait 739 logements privés en 2006, dont 605 occupés par des résidents habituels. Parmi ces logements, 87,6 % sont individuels, 2,5 % sont jumelés, 2,5 % sont des appartements ou duplex et 3,3 % sont des immeubles de moins de cinq étages. Enfin, 3,3 % des logements entrent dans la catégorie autres, tels que les maisons-mobiles. 90,1 % des logements sont habités par leurs propriétaires alors que 9,9 % sont loués. 79,3 % ont été construits avant 1986 et 6,6 % ont besoin de réparations majeures. Les logements comptent en moyenne 6,6 pièces. Les logements possédés ont une valeur moyenne de 90 253 $, comparativement à 119 549 $ pour la province.

## Histoire
Charlo est situé dans le territoire historique des Micmacs, plus précisément dans le district de Gespegeoag, qui comprend le littoral de la baie des Chaleurs. Ce territoire était revendiqué d'abord par les Iroquois et ensuite seulement par les Mohawks.
Charlo est fondé en 1756 par Charles Bernard et ses compagnons, fuyant la Déportation des Acadiens. Charles Bernard était âgé de seize ans seulement; ses descendants se retrouvent tout autour de la baie des Chaleurs.
La première paroisse catholique est fondée en 1853.
Une gare et un bureau de poste sont construits durant les années 1880, faisant de Charlo le centre d'une communauté agricole. Un deuxième bureau de poste est fondé à Haut-Charlo en 1887 mais ferme en 1968. En 1898, Charlo compte deux magasins, deux hôtels, un congélateur pour saumons et une usine d'emballage. La population reste toutefois petite jusqu'à la construction de la fonderie de Belledune, en 1966. C'est d'ailleurs le 9 novembre 1966 que Charlo est constitué en municipalité.
Charlo accueillit la XXVe finale des Jeux de l'Acadie en 2004, conjointement avec Balmoral et Eel River Crossing.
En 2009, la Caisse populaire de Charlo fusionne avec les caisses de Campbellton, Balmoral, Atholville, Val-d'Amours, Eel River Crossing et Kedgwick pour former la Caisse populaire Restigouche. La succursale de Charlo ferme finalement ses portes en janvier 2012.

## Démographie
(juillet 2016).
Le village comptait 1376 habitants en 2006, soit une baisse de 5,0 % en 5 ans. Il y avait alors en tout 605 ménages dont 465 familles. Les ménages comptaient en moyenne 2,3 personnes tandis que les familles comptaient en moyenne 2,6 personnes. Les ménages étaient composés de couples avec enfants dans 19,0 % des cas, de couples sans enfants dans 45,4 % des cas et de personnes seules dans 25,6 % des cas alors que 10,7 % des ménages entraient dans la catégorie autres (familles monoparentales, colocataires, etc.). 73,1 % des familles comptaient un couple marié, 16,1 % comptaient un couple en union libre et 10,8 % étaient monoparentale. L'âge médian était de 48,0 ans, comparativement à 41,5 ans pour la province. 87,3 % de la population était âgée de plus de 15 ans, comparativement à 83,8 % pour la province. Les femmes représentaient 51,0 % de la population, comparativement à 51,3 % pour la province. Chez les plus de 15 ans, 27,2 % étaient célibataires, 54,8 % étaient mariés, 5,0 % étaient séparés, 6,3 % étaient divorcés et 6,7 % étaient veufs. De plus, 10,2 % vivaient en union libre.
| 1981  | 1986  | 1991  | 1996  | 2001  | 2006  | 2011  | 2016  |
| ----- | ----- | ----- | ----- | ----- | ----- | ----- | ----- |
| 1 603 | 1 602 | 1 597 | 1 610 | 1 449 | 1 376 | 1 324 | 1 310 |

| 2021  | - | - | - | - | - | - | - |
| ----- | - | - | - | - | - | - | - |
| 1 323 | - | - | - | - | - | - | - |

| Évolution des langues maternelles (en %) | Légende                                                         |
| ---------------------------------------- | --------------------------------------------------------------- |
|                                          | - Français - Anglais - Anglais et français - Autre(s) langue(s) |
| Sources,:                                |                                                                 |

## Administration
(juillet 2016).

### Conseil municipal

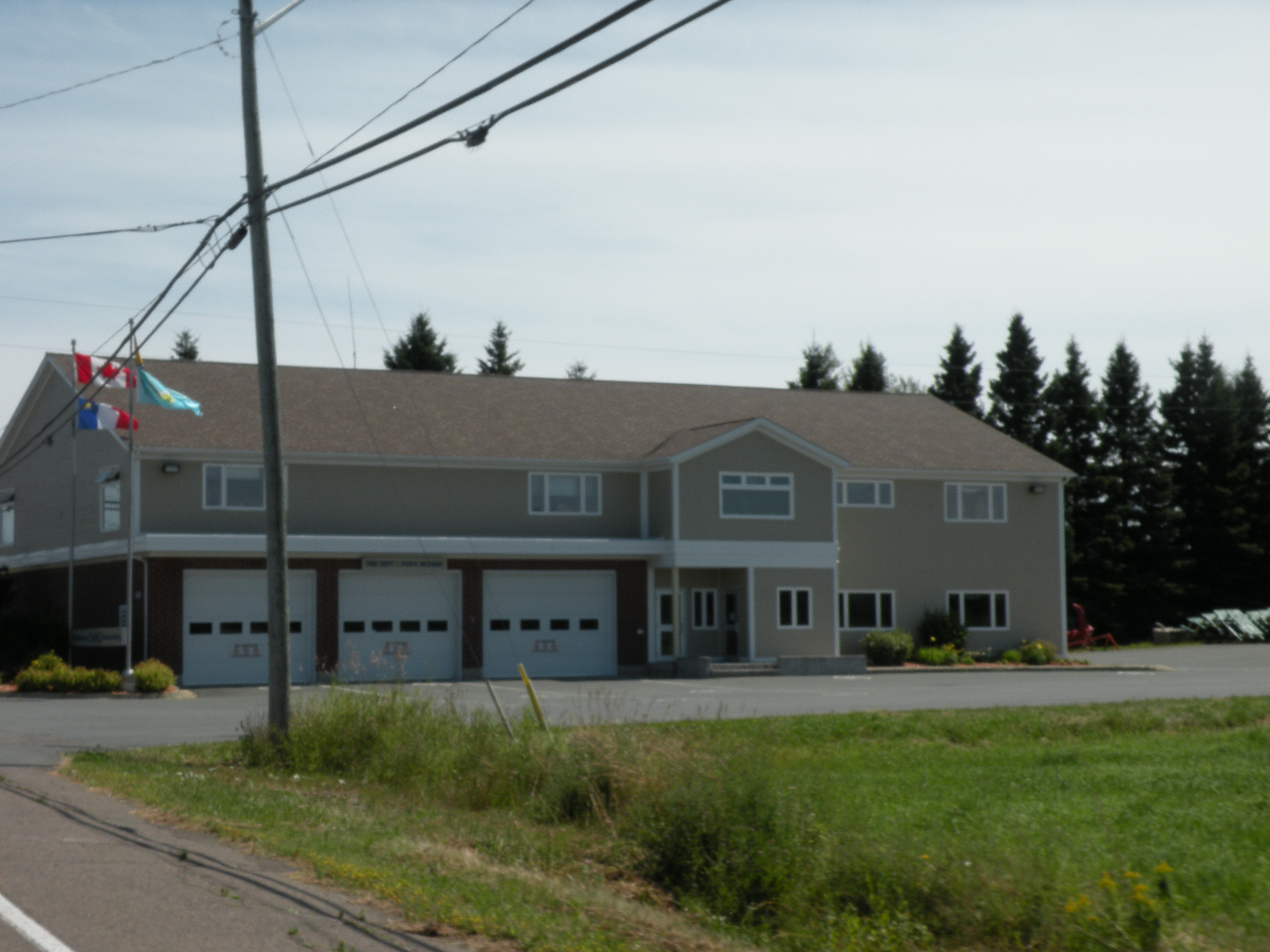
L'édifice municipal.

Le conseil municipal est formé d'un maire et de cinq conseillers généraux.
Le conseil précédent est formé lors de l'élection du 12 mai 2008. Un dépouillement doit avoir lieu le 26 mai suivant, reconnaissant la victoire de Edith M. Morris. Le conseil municipal actuel est élu lors de l'élection quadriennale du 14 mai 2012. Le maire Jason Carter démissionne en décembre 2012. Une élection partielle a donc lieu le 13 mai 2013 et le conseiller Denis McIntyre est élu par acclamation. Il n'y a toutefois pas de candidat à son poste de conseiller laissé vacant. Le conseil municipal actuel est élu lors de l'élection quadriennale du 10 mai 2016.
Conseil municipal actuel
| Mandat      | Fonctions   | Nom(s)                                                                   |
| ----------- | ----------- | ------------------------------------------------------------------------ |
| 2012 - 2016 | Maire       | Denis McIntyre                                                           |
| 2012 - 2016 | Conseillers | Albert Gauvin, Roger Joseph Leclair, Joanne M. Mercier et Floyd Vincent. |

Anciens conseils municipaux
| Mandat      | Fonctions   | Nom(s)                                                                                         |
| ----------- | ----------- | ---------------------------------------------------------------------------------------------- |
| 2008 - 2012 | Maire       | André J.C. Carrier                                                                             |
| 2008 - 2012 | Conseillers | Roger Joseph Leclair, Denis McIntyre, Edith M. Morris, Eric Perry, Douglas (Doug) W. Petersen. |

| Période                                  | Période  | Identité           | Étiquette | Qualité |
| ---------------------------------------- | -------- | ------------------ | --------- | ------- |
| 1969                                     | 197?     | Hugh Morris,       |           |         |
| 1989                                     |          | Jacques J. Allard  |           |         |
|                                          | 1998     | Jimmy Lévesque     |           |         |
| 1998                                     | 2001     | Marc Landry        |           |         |
| 2001                                     | 2004     | Jacques J. Allard  |           |         |
| 2004                                     | 2008     | Sonia Ann Roy      |           |         |
| 2008                                     | 2012     | André J.C. Carrier |           |         |
| 2012                                     | 2012     | Jason Carter       |           |         |
| 2013                                     | en cours | Denis McIntyre     |           |         |
| Les données manquantes sont à compléter. |          |                    |           |         |

### Commission de services régionaux
Charlo fait partie de la Région 2, une commission de services régionaux (CSR) devant commencer officiellement ses activités le 1er janvier 2013. Charlo est représenté au conseil par son maire. Les services obligatoirement offerts par les CSR sont l'aménagement régional, la gestion des déchets solides, la planification des mesures d'urgence ainsi que la collaboration en matière de services de police, la planification et le partage des coûts des infrastructures régionales de sport, de loisirs et de culture; d'autres services pourraient s'ajouter à cette liste.

### Représentation
Charlo est membre de l'Union des municipalités du Nouveau-Brunswick et de l'Association francophone des municipalités du Nouveau-Brunswick.
 Nouveau-Brunswick: Charlo fait partie de la circonscription de Dalhousie—Restigouche-Est, qui est représentée à l'Assemblée législative du Nouveau-Brunswick par Donald Arseneault, du parti libéral. Il fut élu en 2010.
 Canada: Charlo fait partie de la circonscription fédérale de Madawaska—Restigouche, qui est représentée à la Chambre des communes du Canada par René Arseneault, du Parti libéral. Il fut élu en 2015.

## Économie

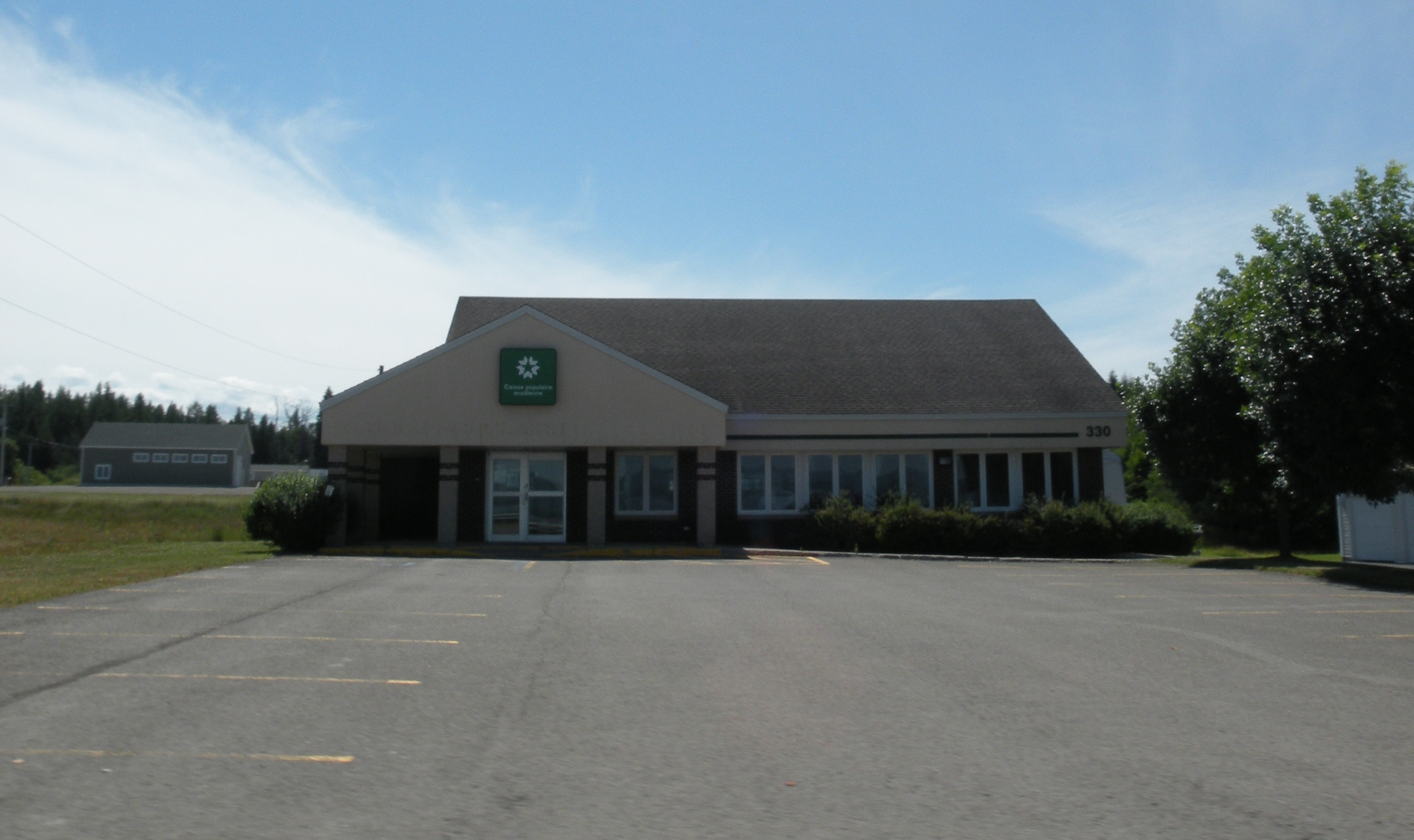
La caisse populaire.

Charlo ne compte aucune industrie importante. Une écloserie est toutefois exploitée depuis 1938.
Entreprise Restigouche a la responsabilité du développement économique.

## Vivre à Charlo

### Transport
Après plusieurs tentatives infructueuses afin de trouver une compagnie aérienne disposée à y offrir un service régulier, l'aéroport qui desservait la région a été fermé en 2000. Il a été rouvert par la suite, mais plusieurs entreprises, dont Air Creebec et Pascan Aviation ont renoncé, en raison du manque d'affluence. En 2006, les autorités régionales gardaient toujours espoir de garder l'aéroport ouvert.
La gare de Charlo est desservie par le train L'Océan de VIA Rail, trois fois par semaine.

### Autres services
Charlo fait partie du sous-district 2 du district scolaire Francophone Nord-Est. Les écoles les plus proches sont à Balmoral et Dalhousie.
Charlo possède une caserne de pompiers et un bureau de poste. Le détachement de la Gendarmerie royale du Canada le plus proche est à Dalhousie. Cette ville dispose du Centre de santé communautaire Saint-Joseph et d'un poste d'Ambulance Nouveau-Brunswick.
La plage chaleur, longue d'un kilomètre et demi, est non surveillée mais dispose de vestiaires, toilettes, stationnement, casse-croûte, terrain de camping et aire de pique-nique.
L'église Saint-François-Xavier est une église catholique romaine faisant partie du diocèse de Bathurst.
La collecte des déchets et matières recyclables est effectuée par la Commission de gestion des déchets solides de Restigouche. L'aménagement du territoire est de la responsabilité de la Commission d'urbanisme du district de Restigouche.
Les francophones bénéficient du quotidien L'Acadie nouvelle, publié à Caraquet, ainsi qu'à l'hebdomadaire L'Étoile, de Dieppe. Ils ont aussi accès à l'hebdomadaire L'Aviron, publié à Campbellton. Les anglophones bénéficient des quotidiens Telegraph-Journal, publié à Saint-Jean ainsi que de l'hebdomadaire Campbellton Tribune, de Campbellton.

## Culture

### Langues
Selon la Loi sur les langues officielles, Charlo est officiellement bilingue puisque l'anglais et le français sont tous deux parlés par plus de 20 % de la population.

### Personnalités
- Raymond Daniel Doucett (1907-?), marchand et homme politique, né à Charlo;
- James Reid (1839-1915), marchand et homme politique.

### Sport et parcs
La rivière Charlo dispose de chutes d'eau. Le village possède deux plage, soit la plage de Charlo est une partagée sur le territoire d'Eel River Bar. Des plages sont situées De nombreux sentiers permettent de pratiquer le ski et la motoneige.